# گرینتزانه کاوور
گرینتزانه کاوور (به ایتالیایی: Grinzane Cavour) یک کومونه در ایتالیا است که در استان کونیو واقع شده‌است.

## خصوصیات
جرینتزان کاوور ۳٫۷ کیلومترمربع مساحت و ۱٬۸۶۳ نفر جمعیت دارد و ۱۹۵ متر بالاتر از سطح دریا واقع شده‌است.

## خواهرخوانده
شهر کانوزا دی پولیا خواهرخواندهٔ جرینتزان کاوور هست.